# Enstatit
Enstatit là một khoáng vật silicat cuối trong nhóm pyroxen có công thức hóa học (MgSiO3) - ferrosilit  (FeSiO3). Các khoáng vật giàu magnesi trong loạt dung dịch rắn thường là các khoáng vật tạo đá phổ biến được tìm thấy trong các đá mácma và biến chất. Thành phần trung gian giữa hai khoáng vật trên từng được gọi là hypersthen, mặc dù tên gọi này hiện đã chính thức bị bác bỏ và được thay thế bằng orthopyroxen. Khi xác định thành phần thạch học hoặc hóa học sẽ cho ra tỉ lệ tương đối giữa enstatit (En) và ferrosilit (Fs) (e.g., En80Fs20).